# Єжи Плеснярович
Єжи Плеснярович (7 січня 1920, Катеринослав (нині Дніпро), Україна — 13 січня 1978, Ряшів) — польський поет, перекладач білоруської, російської, української, словацької та чеської літератури, театральний та радіорежисер, культурний аніматор.

## Життєпис
Його батьками були Леон та Юзефа з родини Радзіковських. Був одружений з Бланкою Рушняк. Дебютував як поет і перекладач у 1937 році в тижневиках «Піон» та «Волинь», перед закінченням Гуманітарної молодшої середньої школи в Любліні. У 1938 році він почав вивчати польську мову у Варшавському університеті.У видавництві Ф. Хоесіка в 1939 році опублікував два томи віршів («Поетичний аркуш» та «Співає перший»).
Після війни продовжив навчання в Католицькому університеті Любліна. Він був ненадовго заарештований у зв'язку з його підпільною діяльністю під час окупації. У 1946 році став президентом Польського товариства Люблінського католицького університету, а в 1947-1950 рр. — молодшим помічником кафедри історії польської літератури. У той же час він працював у Люблінській літературній редакції Польського радіо, «Газеті Любельській» та «Читачі» — як художній керівник У 1950 році він переїхав до Кракова, де закінчив польську студію в Ягеллонському університеті і продовжував працювати директором в командах «Читача» та «Артоса».
У 1952–1974 роках був літературним керівником театрального театру Ряшова (з 1957 р. Театру Ванда Сімашкова в Ряшові). У сезоні 1966/67 рр. також був літературним радником театру ім. Остерва в Любліні. У 1955 році він постійно оселився в Ряшові. Він співпрацював з Польським радіо в Ряшові, в тому числі як адаптер та режисер радіоп'єс.
У 1955 р. він повернувся до перекладацької праці — до 1978 року опублікував у журналах 14 томів поезії та 10 антологій майже 500 поетичних перекладів. Плеснярович  був співавтором «Антології української поезії» (1978), одним із перекладачів антології: «Білоруські вірші» (1971), «Антологія чеської та словацької поезії 20 століття» (1972), «Антологія словацької поезії» (1981), «Грузинська поезія. Антологія» (1985). Він був автором книжкових добірок віршів, перекладених самими авторами: Іван Драч (1968), Максим Танк (1977). Він повністю переклав том віршів Мирослава Голуба (1969). Його переклади були опубліковані у польських виданнях віршів Павла Тичини (1969), Максима Танка (1974), Мирослава Валека (1974), Дмитра Павличка (1980), Богдана-Ігора Антонича (1981) та Івана Драча (1983).

## Вибрані твори
- Картки з історії ряшівського театру
- Балада про уланів та інші вірші 1936-1945 років

## Переклади
- Іван Драч: До джерел
- Максим Танк: Вибрані вірші
- Войтех Міхалік: Полум’я та поцілунок